# غابرييلا دي فيراري
غابرييلا دي فيراري (بالإسبانية: Gabriella De Ferrari)‏ هي مؤرخة الفن ومؤرخة بيروفية، ولدت في 1941 في تاكنا في بيرو.